# Apostol Mărgărit
Apostol Mărgărit (n. 5 august 1832, Avdella, Imperiul Otoman – d. 19 octombrie 1903, Bitolia, Imperiul Otoman) a fost un pedagog aromân, membru corespondent al Academiei Române. Fiul celnicului Condusteriu.  Apostol Mărgărit a fost liderul național al aromânilor din Imperiul Otoman, dascăl și inspector școlar pentru Macedonia. A militat pentru strângerea relațiilor diplomatice dintre România și Imperiul Otoman. 
„Întâiul nostru interes, al Armânilor, este mântuirea Imperiului Otoman. Noi nu sperăm să ne unim mâne cu frații noștri din România: suntem despărțiți de dânșii prin principate și regate… O crisă orientală ne-ar da în mânile Sârbilor, Grecilor sau Bulgarilor, popoare creștine și civilisate, cari, ținându-ne deja prin comunitatea de religiune, ar voi să ne ție și prin comunitatea de limbă, ne-ar închide școalele, ne-ar risipi comunitățile”
Au existat două încercări de asasinat asupra lui.

## Opere
- Raport despre persecuțiile școalelor române în Macedonia din partea Grecilor (1875)
- Réfutation d`une brochure grecque par un Valaque épirote (1878)
- Etude Historique sur les Valaques du Pinde, par un Valaque épirote (1880)
- Les Grecs, les Valaques, les Albanais et l'Empire turc par un Valaque du Pinde (1886)
- Memoriu privitor la școalele române de peste Balcani (1887)
- La politique grecque en Turquie (1890)
- Școalele române din Macedonia (1895).